# Avatoru
Avatoru est un village situé sur l'atoll de Rangiroa dans les îles Tuamotu en Polynésie française. 

## Géographie

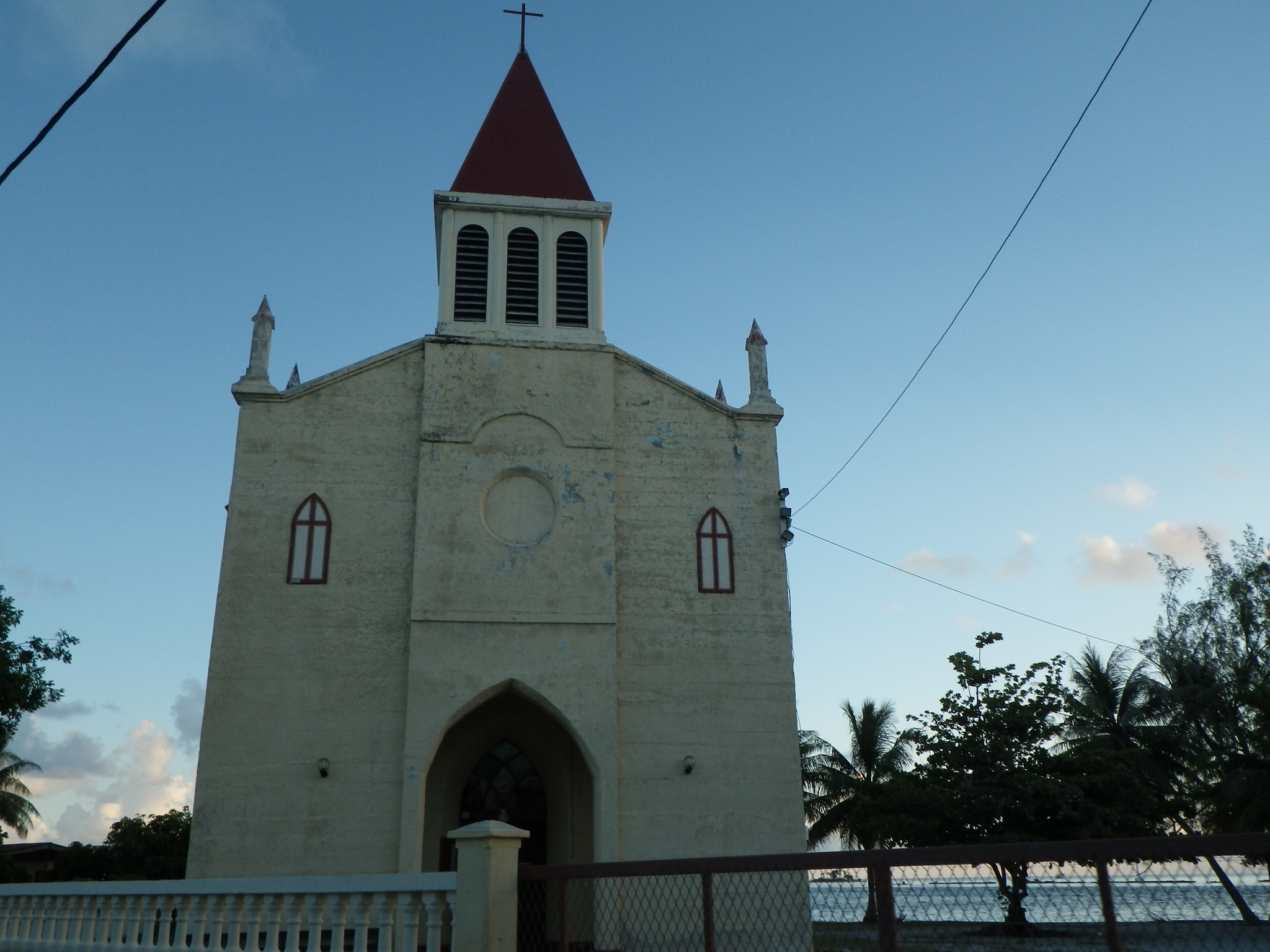
L'église d'Avatoru.

Avatoru est le deuxième village le plus important par sa population de l'atoll après Tiputa, dont il est séparé par la passe de Tiputa. En 2017, Avatoru compte 817 habitants.

## Économie
L'aéroport de Rangiroa se trouve à 5,5 km au sud-est du village, près de Ohotu. Il permet la desserte quotidienne depuis l'aéroport de Papeete par Air Tahiti avec, en moyenne, 2 300 vols et 80 000 passagers par an (dont 20% en transit) faisant de cet aéroport le plus fréquenté de la Polynésie française après celui de Tahiti. 
L'aterrage du câble sous-marin Natitua se fait sur quai du village d'Avatoru et, depuis sa mise en service en décembre 2018, permet à Rangiroa d'être relié à Tahiti et à l'internet mondial à haut-débit.